# Kaj Tiel Plu
Kaj Tiel Plu is een muziekgroep die volksmuziek brengt uit Catalonië, maar met teksten in het Esperanto. Hun eerste album Sojle de la klara temp bevat Occitaanse, Joods-Catalaanse en traditioneel Catalaanse liedjes.

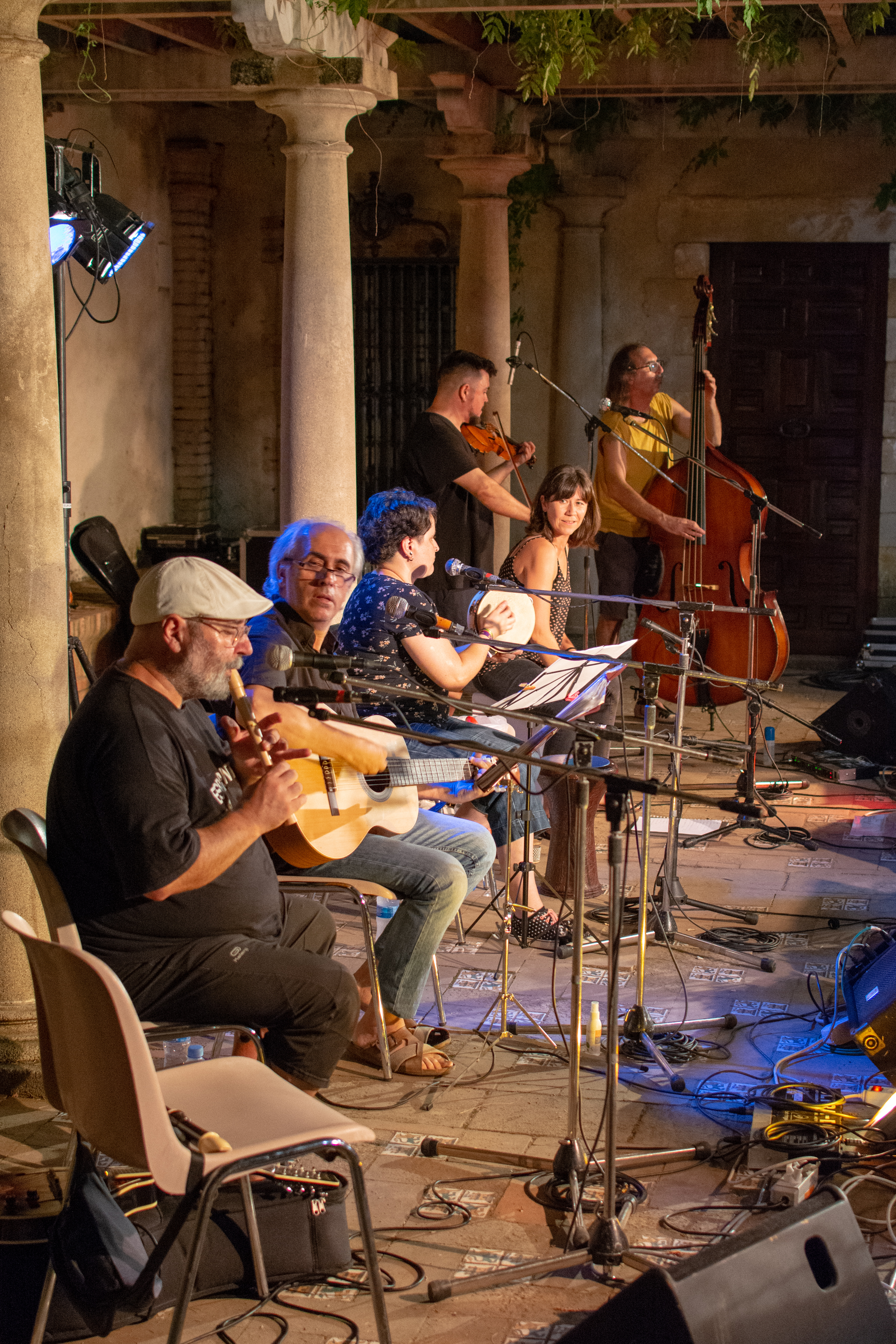
Kaj Tiel Plu

## Discografie
- Sojle de la klara temp' (2000)
  1. Cantiga
  2. Kiam najtingalo kantas
  3. Sojle de la klara temp'
  4. Malfermu belulino
  5. Al fianĉ'
  6. Adiaŭ birdeto mia
  7. La pasero
  8. La brasikoj
  9. En la fronto de Gandesa
- Plaĉas al mi (2004)
  1. Ni kunvenas
  2. Ursa polko
  3. Plaĉas al mi
  4. Ĵulieto
  5. La kato kaj la fripono
  6. Balhano el Salardú
  7. Joan del Riu
  8. La aventuro
  9. Mi volus esti dianto
  10. Okcitana skotiŝo
  11. Kial ploras ci blanka knabino
  12. Brilas roso en mateno
  13. Kalkan' fingro
  14. La karcer' de Lleida
  15. Vane fikajeras
  16. Anda ĥaleo
- Surplacen venu vi (2009)
  1. Nun oni povas scii kaj pruvi (Ara pòt òm conóisser e proar)
  2. La violonisto (Lo violonaire)
  3. Tajlorino el Balaguer (La modista de Balaguer)
  4. La aĉetoj de l’ rabeno (Las compras del rabino)
  5. Skotiŝo el aŭvernjo (Xotis d’alvèrnia)
  6. Joan de La Reula
  7. Ho, Marijana (O Marijana)
  8. UIAE
  9. Pluf’ tizen’ tizen’ (Pluf tizen tizen)
  10. Turto havas naŭ plumetojn (La perdiu té nou plometes)
  11. Ĉampanjo (La xampanya)
  12. Granda cirklo (cercle circassià)
  13. Bruna oni nomas min (Morena me yaman)
  14. Edziniĝu al mi roseta (Te vòs maridar roseta)
  15. Kanto pri la defendo de Madrido (Coplas a la defensa de Madrid)